# Грядунова Олександра Павлівна
Олександра Павлівна Грядуно́ва (нар. 6 травня 1898, Бердянськ — пом. 7 жовтня 1974, Київ) — українська радянська майстриня керамічного розпису і педагог; член Спілки радянських художників України.

## Біографія
Народилася 24 квітня [6 травня] 1898 року в місті Бердянську (нині Запорізька область, Україна). У середині 1930-х років працювала художницею у Київських центральних експериментальних майстернях. Упродовж 1937—1938 років навчалася у Київському художньо-промисловому училищі у Івана Гончара.
Протягом 1940—1950-х років працювала на заводі «Керамік». Одночасно у 1950-ті роки викладала у Київському художньо-промисловому училищі. Серед учнів: Василь Духота, Людмила Кияницина, Валерій Протор'єв, Надія Протор'єва.
Жила в Києві, в будинку на вулиці Січневого повстання, № 5, квартира № 20. Померла в Києві 7 жовтня 1974 року.

## Творчість
Працювала в галузі декоративного мистецтва (художня кераміка). Серед робіт: декоративні вази, зокрема з гербом УРСР; «Жовтню — 50 років» (1967), куманці, прибори для пиття, блюда, тарелі з орнаментними мотивами і портретами революційних діячів, зокрема Долорес Ібаррурі (1939), Володимира Леніна (1939), сувеніри та інше.
Брала участь у республіканських виставках з 1936 року, всесоюзних — з 1957 року, зарубіжних — з 1938 року.
Окремі твори зберігаються в Національному музеї українського народного декоративного мистецтва у Києві.